# قسم آق التين الريفي (مقاطعة آق قلا)
قسم آق التین الريفي (بالفارسية: دهستان آق‌التین) هي قسم تقع في إيران في قسم. يقدر عدد سكانها بـ 19,030 نسمة .